# Adam van Noort
Adam van Noort, född 1561 eller 1562 i Antwerpen, död där 1641, var en flamländsk målare. Han var son till konstnären Lambert van Noort.
Noort var verksam i Antwerpen, där hans målning Petrus och skattepenningen hänger. Han hade studerat i den ateljé där bland andra Rubens och Jacob Jordaens, den senare hans svärson, var elever.